# ماتياس إكستروم
ماتياس إكستروم (بالسويدية: Mattias Ekström)‏ هو سائق سيارة سباق سويدي، ولد في 14 يوليو 1978 في فالون في السويد.

## وصلات خارجية
- الموقع الرسمي
- ماتياس إكستروم على موقع Racing-Reference.info (الإنجليزية)
- ماتياس إكستروم على موقع DriverDB.com (الإنجليزية)
- ماتياس إكستروم على موقع eWRC-results.com (الإنجليزية)